# Allodape laeviceps
Allodape laeviceps är en biart som beskrevs av Embrik Strand 1912. Allodape laeviceps ingår i släktet Allodape och familjen långtungebin. Inga underarter finns listade i Catalogue of Life.